# William Clemens
Pour les articles homonymes, voir Clemens.
William Clemens né le 10 septembre 1905, Saginaw (Michigan), mort le 29 avril 1980, Los Angeles Californie, est un monteur, réalisateur américain.

## Filmographie

### Comme monteur
- 1931 : Freighters of Destiny
- 1932 : The Saddle Buster (en) de Fred Allen
- 1932 : Ghost Valley
- 1932 : Beyond the Rockies (en)
- 1932 : Duke le rebelle (Ride Him, Cowboy)
- 1932 : Le Fantôme (Haunted Gold) (as Wm. Clemens)
- 1933 : The Telegraph Trail
- 1933 : Frères dans la mort (Somewhere in Sonora)
- 1933 : L'Homme de Monterey (The Man from Monterey)
- 1933 : From Headquarters (en)
- 1934 : Easy to Love de William Keighley
- 1934 : Journal of a Crime
- 1934 : Dr. Monica
- 1934 : Kansas City Princess
- 1934 : Rayon d'amour (Happiness Ahead) de Mervyn LeRoy
- 1935 : Le Bousilleur (Devil Dogs of the Air)
- 1935 : Oil for the Lamps of China
- 1935 : Reine de beauté (Page Miss Glory) de Mervyn LeRoy
- 1935 : La Femme traquée (I Found Stella Parish)
- 1935 : The Murder of Dr. Harrigan

### Comme réalisateur
- 1936 : Man Hunt (en)
- 1936 : The Law in Her Hands
- 1936 : The Case of the Velvet Claws
- 1936 : Down the Stretch
- 1936 : Here Comes Carter
- 1936 : The Sunday Round-Up
- 1937 : Once a Doctor
- 1937 : The Case of the Stuttering Bishop
- 1937 : Talent Scout avec Gloria Dickson
- 1937 : The Footloose Heiress
- 1937 : Missing Witnesses
- 1938 : Accidents Will Happen
- 1938 : Torchy Blane in Panama
- 1938 : Mr. Chump
- 1938 : Nancy Drew... Detective
- 1939 : L'Île du Diable (Devil's Island)
- 1939 : Nancy Drew... Reporter
- 1939 : Nancy Drew... Trouble Shooter
- 1939 : Nancy Drew et l'escalier secret (Nancy Drew and the Hidden Staircase)
- 1939 : On Dress Parade
- 1940 : Calling Philo Vance (en)
- 1940 : King of the Lumberjacks
- 1940 : She Couldn't Say No
- 1941 : Knockout (en)
- 1941 : The Night of January 16th (d'après Ayn Rand)
- 1942 : Night in New Orleans
- 1942 : Trois Gouttes de poison (Sweater Girl)
- 1942 : Lady Bodyguard
- 1943 : The Falcon in Danger
- 1943 : The Falcon and the Co-eds
- 1944 : Crime by Night
- 1946 : Musical Shipmates
- 1947 : The Thirteenth Hour